# Kylie Masse
Kylie Masse, född 18 januari 1996, är en kanadensisk simmare.

## Karriär
Masse vann brons på 100 meter ryggsim vid de olympiska simtävlingarna i Rio de Janeiro 2016. Vid VM 2017 på långbana blev hon världsmästare på 100 meter ryggsim och satte i finalen nytt världsrekord med tiden 58,10 sekunder.

### Olympiska sommarspelen 2020
Vid olympiska sommarspelen 2020 i Tokyo satte Masse ett olympiskt rekord i försöksheatet på 100 meter ryggsim. Rekordet slogs därefter i följande försöksheat av Regan Smith och därefter ytterligare en gång av Kaylee McKeown. Masse vann därefter sin semifinal medan Smith i den andra semifinalen satte tävlingens fjärde olympiska rekord. I finalen slutade Masse på andra plats bakom McKeown och tog silver med ett lopp på 57,72 sekunder.
Masse tävlade därefter i 200 meter ryggsim. I försöksheatet slutade hon bakom Kaylee McKeown som delad tvåa med Rhyan White och gick vidare till semifinal. Masse vann därefter sin semifinal med den fjärde bästa tiden och gick vidare till final. I finalen slutade hon på andra plats bakom McKeown och tog silver med tiden 2.05,42, vilket även var ett nytt nationsrekord.
Masse tog även ett brons tillsammans med Sydney Pickrem, Margaret MacNeil och Penny Oleksiak på 4×100 meter medley, där de satte ett nytt nationsrekord med tiden 3.52,60.

### 2022
Den 20 juni 2022 vid VM i Budapest tog Masse silver på 100 meter ryggsim. Två dagar senare tog hon guld på 50 meter ryggsim, vilket var hennes totalt tredje VM-guld. Masse var även en del av Kanadas kapplag som tog brons på 4×100 meter medley.
I december 2022 vid kortbane-VM i Melbourne tog Masse tre medaljer. Individuellt tog hon brons och noterade ett nytt kanadensiskt rekord på 200 meter ryggsim. Masse var även en del av Kanadas kapplag som tog brons och noterade ett nytt nationsrekord på 4×50 meter mixad medley samt erhöll ytterligare ett brons efter att ha simmat försöksheatet på 4×100 meter medley, där Kanada sedermera tog medalj i finalen.

### Fotnoter
1. ↑  läs online, www.the-sports.org .[källa från Wikidata]
2. ↑  läs online, olympic.ca .[källa från Wikidata]
3. ↑  Swimrankings.net, Swimrankings.net simmar-ID: 4457341, läst: 26 april 2022.[källa från Wikidata]
4. ↑  ”Kylie Masse”. Canadian olympic team. Canadian olympic team. http://olympic.ca/team-canada/kylie-masse/. Läst 25 juli 2017.
5. ↑  Olympic.org - Kylie Masse
6. ↑  Canada’s Kylie Masse blazes way to 100-metre backstroke world record
7. ↑  ”Tokyo Olympics: Kylie Masse prepares to compete for gold in women’s backstroke final”. theglobeandmail.com. 25 juli 2021. https://www.theglobeandmail.com/sports/olympics/article-kylie-masse-prepares-to-compete-for-gold-in-womens-backstroke-final/. Läst 1 augusti 2021.
8. ↑  ”Canada's Kylie Masse surges to silver in Olympic 100m backstroke”. cbc.ca. 26 juli 2021. https://www.cbc.ca/sports/olympics/summer/aquatics/swimming/olympics-swimming-day-4-finals-strashin-kylie-masse-1.6118258. Läst 1 augusti 2021.
9. ↑  ”Masse, Ruck qualify for 200m backstroke semis after battling Aussie star McKeown”. cbc.ca. 29 juli 2021. https://www.cbc.ca/sports/olympics/summer/aquatics/swimming/swimming-olympics-roundup-july29-1.6122223. Läst 1 augusti 2021.
10. ↑  ”Olympic Semifinals: Emily Seebohm Takes Top Seed into Loaded 200 Backstroke Final Ahead of Bacon, White, Masse, McKeown”. swimmingworldmagazine.com. 29 juli 2021. https://www.swimmingworldmagazine.com/news/olympic-semifinals-emily-seebohm-takes-top-seed-into-loaded-200-backstroke-final-ahead-of-bacon-white-masse-mckeown/. Läst 1 augusti 2021.
11. ↑  ”Canada's Kylie Masse wins silver in women's 200m backstroke”. cbc.ca. 30 juli 2021. https://www.cbc.ca/sports/olympics/summer/aquatics/swimming/kylie-masse-olympics-swimming-day-8-strashin-1.6124997. Läst 1 augusti 2021.
12. ↑  ”Team Canada wins women’s medley relay bronze at Tokyo 2020”. olympic.ca. 31 juli 2021. https://olympic.ca/2021/07/31/canada-wins-womens-medley-relay-bronze-at-tokyo-2020/. Läst 1 augusti 2021.
13. ↑  ”Kylie Masse strikes silver in 100m backstroke at FINA World Championships”. olympic.ca. 20 juni 2022. https://olympic.ca/2022/06/20/kylie-masse-strikes-silver-in-100m-backstroke-at-fina-world-championships/. Läst 21 juni 2022.
14. ↑  ”World Championships: Kylie Masse Wins 50 Backstroke for Third World Title; Berkoff, Pigree on Podium”. swimmingworldmagazine.com. 22 juni 2022. https://www.swimmingworldmagazine.com/news/world-championships-kylie-masse-wins-50-backstroke-for-third-world-title-berkoff-pigree-on-podium//. Läst 24 juni 2022.
15. ↑  ”Canada's Summer McIntosh, 15, wins 2nd gold medal at world aquatics”. cbc.ca. 25 juni 2022. https://www.cbc.ca/sports/olympics/summer/aquatics/swimming/world-aquatics-roundup-june-25-1.6501660. Läst 30 juni 2022.
16. ↑  ”Maggie Mac Neil swims to 2nd world record, 3rd gold medal at short course worlds”. cbc.ca. 18 december 2022. https://www.cbc.ca/sports/olympics/summer/aquatics/swimming/fina-world-cup-dec-19-recap-1.6690178. Läst 18 december 2022.
17. ↑  ”2022 FINA World Swimming Championships (25 m) – Results book”. omegatiming.com. https://www.omegatiming.com/File/0001170003FFFFFFFFFFFFFFFFFFFF22.pdf. Läst 18 december 2022.